# Virginia Slims of Akron
Il Virginia Slims of Akron è stato un torneo femminile di tennis che si disputava ad Akron negli USA su campi in sintetico indoor. Nel 1973 ha assunto il nome di Akron Indoors perché non facente parte del Virginia Slims Tour.

## Albo d'oro

### Singolare
| Anno | Campionessa             | Finalista      | Punteggio     |
| ---- | ----------------------- | -------------- | ------------- |
| 1973 | Chris Evert             | Ol'ga Morozova | 6–3, 6–4      |
| 1974 | Billie Jean King        | Nancy Richey   | 6–3, 7–5      |
| 1975 | Chris Evert             | Margaret Court | 6–4, 3–6, 6–3 |
| 1976 | Evonne Goolagong Cawley | Virginia Wade  | 6–2, 3–6, 6–2 |

### Doppio
| Anno | Campionesse                        | Finalista                         | Punteggio |
| ---- | ---------------------------------- | --------------------------------- | --------- |
| 1973 | Patti Hogan / Sharon Walsh         | Patricia Bostrom / Michèle Gurdal | 7–5, 6–4  |
| 1974 | Rosemary Casals / Billie Jean King | Julie Heldman / Ol'ga Morozova    | 6–2, 6–4  |
| 1975 | Françoise Dürr / Betty Stöve       | Chris Evert / Martina Navrátilová | 7–5, 7–6  |
| 1976 | Brigette Cuypers / Mona Guerrant   | Glynis Coles / Florența Mihai     | 6–4, 7–6  |